# Jàpet (satèl·lit)
Jàpet és el tercer satèl·lit més gros de Saturn, amb un diàmetre aproximat de 1.470 km, després dels satèl·lits més grossos, Tità i Rea. Va ser descobert per Giovanni Cassini el 1671. El període orbital al voltant de Saturn és de 79,33 dies, a una distància mitjana de 3.561.000 km.
Una de les característiques més destacables i misterioses d'aquest cos és que un dels hemisferis és molt més fosc que l'altre, característica que es podria deure a l'especial composició d'aquesta part del satèl·lit, que podria haver emergit a partir de l'interior de la lluna o bé estar formada per matèria d'altres satèl·lits acumulada sobre la superfície. Malgrat tot, encara no es coneix amb certesa la causa real d'aquest contrast entre ambdós hemisferis.

## Nom
En la mitologia grega, Jàpet era un dels titans, germans de Cronos (el déu Saturn per als romans). Aquest nom, juntament amb els dels altres 8 satèl·lits de Saturn coneguts a l'època, va ser proposat per John Herschel el 1847.
No obstant això, Jàpet no sempre s'ha anomenat així. Giovanni Cassini va batejar les quatres llunes de Saturn descobertes per ell mateix entre el 1671 i el 1684 amb el nom de Sidera Lodoicea ('estrelles de Lluís') en honor del rei Lluís XIV de França. Però els astrònoms van seguir el costum habitual a l'època de designar els satèl·lits amb el nom del planeta seguit d'un numeral romà. A Jàpet, se li va assignar el nom Saturn VIII per ser el vuitè satèl·lit de Saturn, si seguim l'ordre del més proper al més llunyà al planeta. Aquest nom encara es continua utilitzant avui dia, malgrat que altres satèl·lits s'han descobert entre Saturn i l'òrbita de Jàpet, de manera que ja no és el vuitè satèl·lit sinó el vintè.

## Òrbita
L'òrbita de Japèt és força inusual. De les llunes majors de Saturn és la que orbita a més distància del planeta, amb una gran diferència respecte a la següent gran lluna més llunyana, Tità. També és el satèl·lit regular amb el pla orbital més inclinat; només els satèl·lits irregulars exteriors com Febe tenen òrbites més inclinades. No es coneix la causa d'aquesta inclinació.
A causa d'aquesta òrbita llunyana i inclinada, Jàpet és l'única gran lluna des de la qual els anells de Saturn serien clarament visibles; des de les altres llunes interiors, els anells es veurien de cantó i serien difícils d'observar.

## Característiques físiques

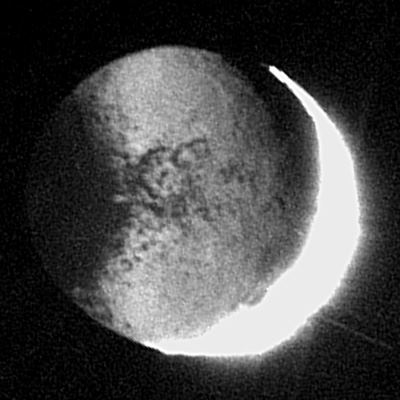
Imatge presa per la sonda Cassini de l'hemisferi nocturn de Jàpet il·luminat per la llum reflectida per Saturn

Jàpet és un objecte que no és ni esfèric ni el·lipsoidal; una característica rara per a ser una lluna major. Parts de la seva superfície són planes com si haguessin estat aixafades. A més, conté una gran serralada de 1.300 km de llarg i 20 km d'ample que s'estén sobre la línia de l'equador del satèl·lit. És prou elevada (13 km) com per distorsionar la forma del satèl·lit, fins i tot quan s'observa des d'una gran distància. Actualment, no es coneix la forma exacta de Jàpet, ja que la sonda Cassini encara no ha proporcionat imatges de tota la seva superfície.
Té una baixa densitat, que indica que principalment està compost per gel, amb només un petita fracció de materials rocosos.
La seva superfície està densament crateritzada i les imatges de la sonda Cassini han revelat gran conques d'impacte en la regió fosca. El cràter més gran té un diàmetre de més de 500 km, amb una vora extremadament escarpada i una alçada de fins a 15 km.

### La doble coloració

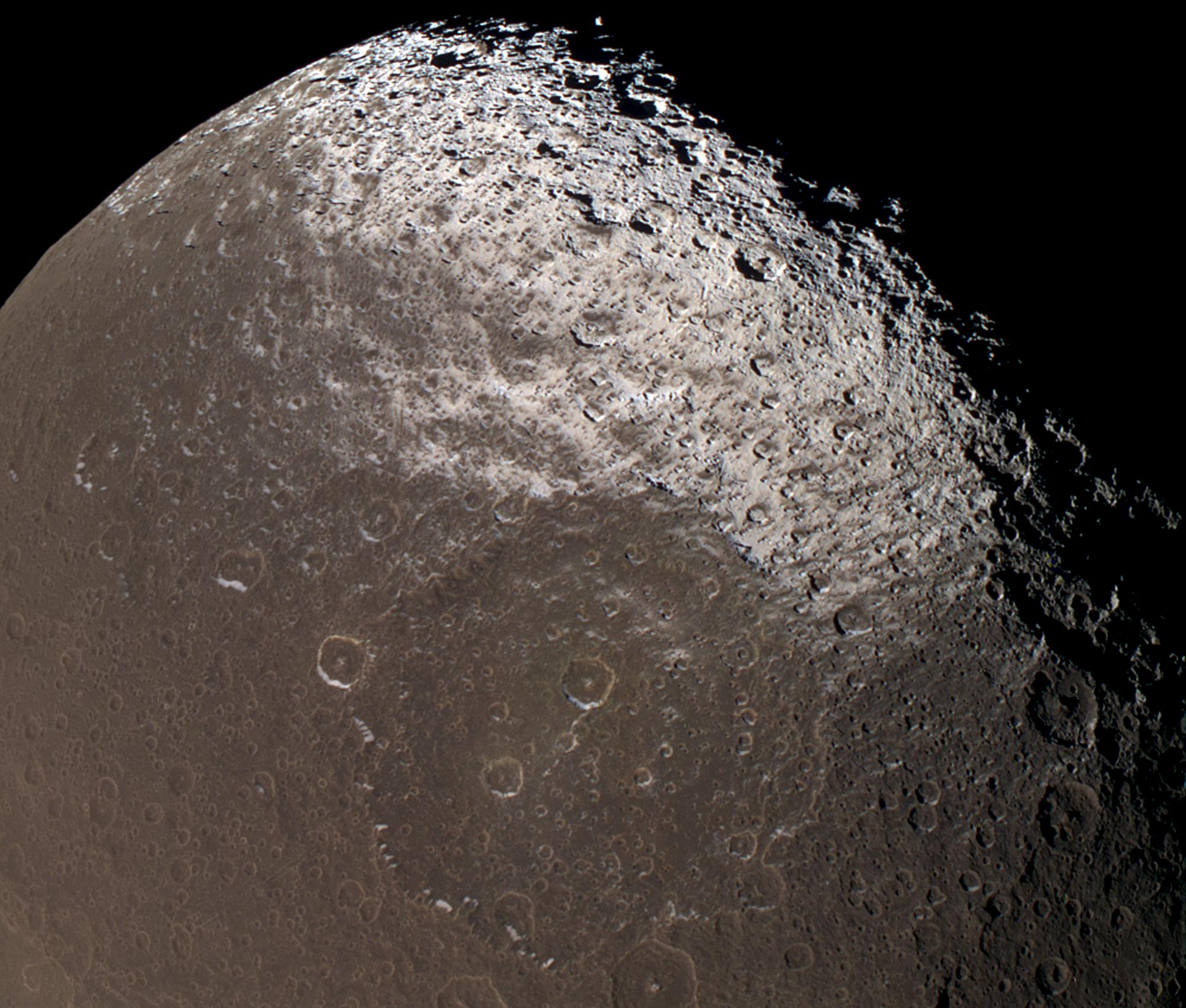
Vista del pol nord de Jàpet

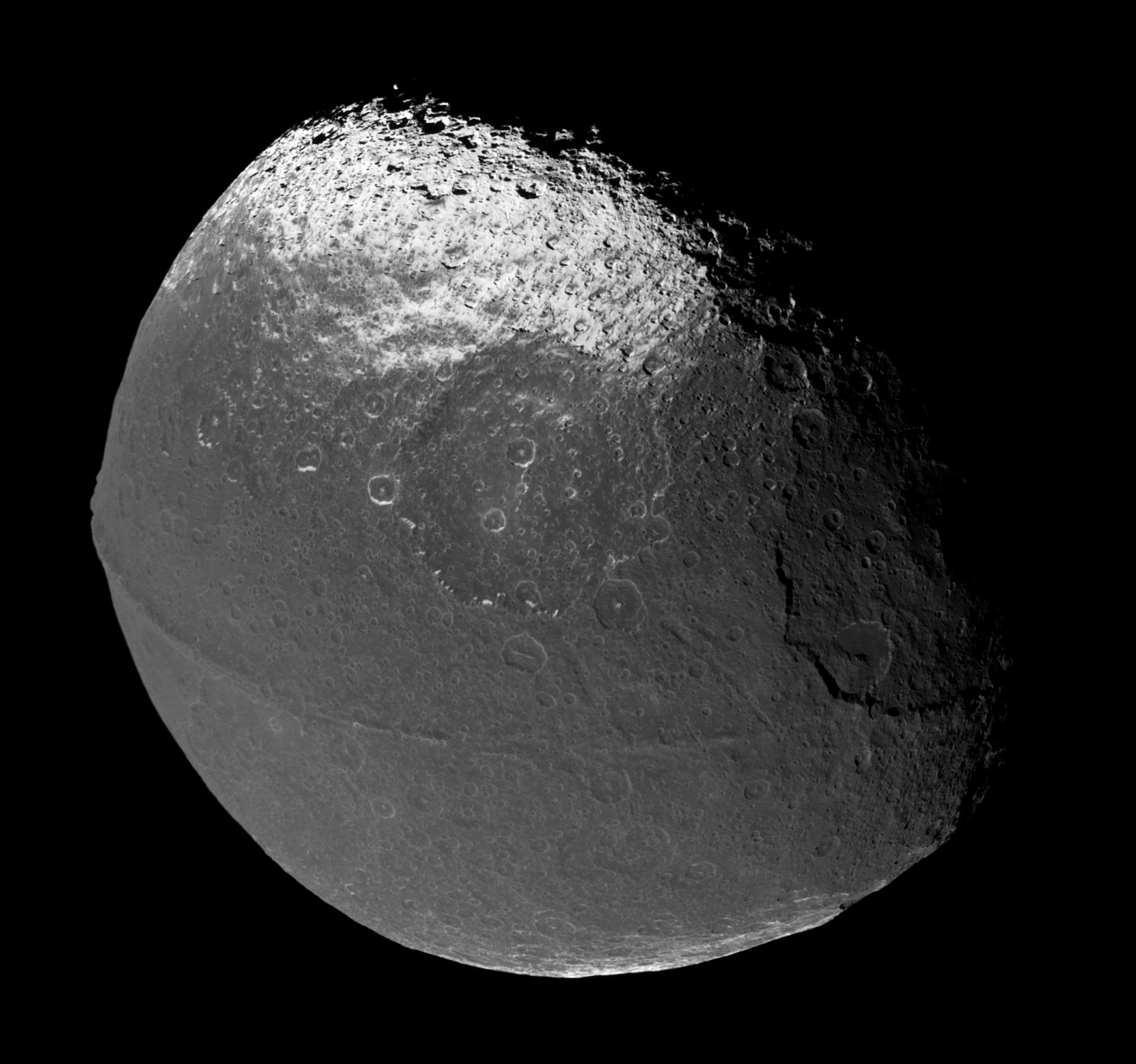
Fotomosaic d'imatges de la sonda Cassini que mostren la Cassini Regio i la gran serralada equatorial

En el segle xvii, Giovanni Cassini va observar que podia veure Jàpet quan aquest es trobava en un costat de Saturn però no a l'altre. Va arribar a la conclusió que un dels hemisferis del satèl·lit era més fosc que l'altre, característica confirmada per les imatges de les sondes Voyager i Cassini.
La diferència de coloració entre els dos hemisferis és molt marcada. L'hemisferi de davant (en el sentit de l'òrbita de Jàpet al voltant de Saturn) és fosc, amb una albedo d'entre 0,03 i 0,05, amb una lleugera coloració entre vermellosa i marronosa. D'altra banda, la major part de l'altre hemisferi i els pols són brillants, amb una albedo d'entre 0,5 i 0,6, gairebé tan brillant com la superfície d'Europa. El patró de coloració és anàleg a una versió esfèrica del símbol del yin i el yang. La regió fosca s'anomena Cassini Regio i la brillant Roncevaux Terra.
Es creu que les regions fosques són així per estar cobertes per un material d'origen orgànic format per compostos de carboni i nitrogen. L'origen d'aquest material fosc no és conegut, tot i que s'han proposat diverses teories. Una d'aquestes diu que el material fosc no és originari de Jàpet sinó que prové d'un altre satèl·lit de Saturn, d'on va ser expulsat després que aquest rebés l'impacte d'un enorme meteorit. Febe i Hiperió s'han suggerit com a possibles candidats. Una altra teoria proposa que el material fosc prové de l'interior del satèl·lit i que va emergir a la superfície per una combinació d'impacte meteòric i criovolcanisme. Finalment, s'ha suggerit que les regions fosques simplement podrien ser zones que manquen d'aigua. Jàpet, a causa de la seva lenta rotació, té la superfície més calenta de tot el sistema de satèl·lits de Saturn (130 K a la regió fosca). Aquesta temperatura és suficient perquè l'aigua se sublimi per més tard tornant-se a congelar en un altre punt de la superfície. Aquest procés es repetiria fins que l'aigua arribés a un lloc on ja no es pot sublimar més (les regions brillants), deixant zones sense aigua (les regions fosques). No obstant això, aquesta teoria no explica per què només un hemisferi és fosc.
Tampoc es coneix la profunditat de la capa de material fosc; no hi ha cràters brillants a l'hemisferi fosc; per tant, si el material fosc és poc profund ha de ser extremadament recent, o renovat constantment, ja que d'altra manera un impacte de meteorit hauria travessat la capa fosca per a deixar el material brillant al descobert.

## Exploració
Jàpet ha estat visitat per la sonda Voyager 2 que, com a part del seu viatge cap als confins del sistema solar, el 22 d'agost de 1981 va passar a 966.000 km de Jàpet, prenent algunes fotografies de la seva superfície. Més recentment, el desembre del 2004, la nau Cassini de la missió Cassini-Huygens, que actualment està estudiant Saturn i els seus satèl·lits, va passar a 123.000 km de Jàpet i el va fotografiar amb molt més detall que la Voyager. Hi ha hagut un vol proper, a una distància mínima de 1.227 km, el 10 de setembre de 2007; no s'hi han previst vols propers addicionals. Una oportunitat de visualització és possible en el 2015.